# George Broussard
George Broussard (...) è un produttore e game designer di videogiochi per computer, conosciuto nella comunità di videogiocatori per essere uno dei creatori della serie Duke Nukem, assieme a Todd Replogle.
Broussard ha pubblicato i suoi primi giochi sotto il nome Micro F/X. Nel 1991 Broussard ha unito la propria esperienza a quella di Scott Miller nella casa di sviluppo Apogee Software. Secondo i dati aggiornati al 2005, è ancora uno dei proprietari della Apogee, includendo la 3D Realms e Pinball Wizards.
Ha lavorato al titolo Duke Nukem Forever fino al 2009 (in sviluppo dal 1997), anno in cui la 3D Realms ha dichiarato bancarotta, dirigendo la creazione del gioco in modo alquanto turbolento.